# Таоюаньский метрополитен
Таоюаньский метрополитен — действующий со 2 марта 2017 года метрополитен в городе Таоюань, Тайвань (Китайская Республика).

## История
Работы начаты в 2006 году, пуск ожидался во второй половине 2015 года.
Открылся 2 марта 2017 года первой линией, 21 станция, 51 км. Стал третьим метрополитеном на острове Тайвань.

## Строительство
Работы начаты в 2006 году, окончание строительства планировалось во второй половине 2015 года, линия 51,03 км, 22 станции, цена строительства 3,62 миллиарда долларов. 2 февраля 2017 года начало пробного движения на линии.

## Линии
- Первая — открыта 3 марта 2017 года, 21 станция, 51 км.
- Вторая — строится
- Третья — строится